# Gunnar Wallmark
Gunnar Sigfrid Wallmark, född 22 maj 1917 i Göteborg, död 10 mars 1998 i Saltsjöbaden, var en svensk intendent och moderat politiker.
Wallmark var ledamot av riksdagens första kammare 1963–1970, invald i Stockholms läns och Uppsala läns valkrets. Han är begravd på Skogsö kyrkogård.